# 西寶鳳䲁
西寶鳳䲁（學名：Salarias sibogai），又稱西寶唇齒䲁，為輻鰭魚綱鳚形目䲁科鳳䲁屬的一種，分布於中西太平洋印尼海域，深度2至10公尺，本魚體延長略側扁，頭短鈍，上下唇光滑，身體兩側有約7條H形雙條紋，並佈滿白色小斑點，背鰭有淺缺刻，背鰭硬棘12枚、背鰭軟條16-17枚、臀鰭硬棘2枚、臀鰭軟條18-19枚，體長可達5公分，棲息在沿海的礁石區，雌魚產附著性卵，雄魚有護卵行為，幼魚為浮游性，生活習性不明。